# Gryon
Gryon este un oraș în Elveția.